# 763-as busz
A 763-as jelzésű elővárosi autóbusz Etyek és Budapest között közlekedik. A járatot a MÁV Személyszállítási Zrt. üzemelteti.

## Megállóhelyei
| 763 (Budapest, Kelenföld vasútállomás – Etyek, autóbusz-forduló – Etyek, Botpuszta) | 763 (Budapest, Kelenföld vasútállomás – Etyek, autóbusz-forduló – Etyek, Botpuszta) | 763 (Budapest, Kelenföld vasútállomás – Etyek, autóbusz-forduló – Etyek, Botpuszta) | 763 (Budapest, Kelenföld vasútállomás – Etyek, autóbusz-forduló – Etyek, Botpuszta) | 763 (Budapest, Kelenföld vasútállomás – Etyek, autóbusz-forduló – Etyek, Botpuszta) | 763 (Budapest, Kelenföld vasútállomás – Etyek, autóbusz-forduló – Etyek, Botpuszta) | 763 (Budapest, Kelenföld vasútállomás – Etyek, autóbusz-forduló – Etyek, Botpuszta) | 763 (Budapest, Kelenföld vasútállomás – Etyek, autóbusz-forduló – Etyek, Botpuszta) |
| Perc (↓)                                                                            | Perc (↓)                                                                            | Megállóhely                                                                         | Perc (↑)                                                                            | Perc (↑)                                                                            | Perc (↑)                                                                            | Perc (↑)                                                                            | Átszállási kapcsolatok |
| ----------------------------------------------------------------------------------- | ----------------------------------------------------------------------------------- | ----------------------------------------------------------------------------------- | ----------------------------------------------------------------------------------- | ----------------------------------------------------------------------------------- | ----------------------------------------------------------------------------------- | ----------------------------------------------------------------------------------- | --- |
| 0                                                                                   | 0                                                                                   | Budapest, Kelenföld vasútállomás végállomás                                         | ∫                                                                                   | 42                                                                                  | 40                                                                                  | 48                                                                                  | 1, 19, 49 8E, 40, 40B, 40E, 53, 58, 87, 87A, 88, 88A, 101B, 101E, 108E, 141, 150, 150B, 153, 154, 172, 173, 187, 188, 188E, 250, 250B, 251, 251A, 251E, 272 689, 691, 710, 712, 715, 720, 722, 724, 725, 732, 734, 735, 736, 760, 762, 767, 770, 774, 775, 778, 779, 798, 799 S10 G10 S12 S30 Z30 S34 S35 S36 S40 G40 Z40 S42 Z42 G43 G44 IC, EC, EN, sebesvonat, gyorsvonat, expresszvonat, |
| ∫                                                                                   | ∫                                                                                   | Budapest, Kelenföld vasútállomás (Őrmező) (csak leszállás céljából)                 | 39                                                                                  | 34                                                                                  | ∫                                                                                   | 39                                                                                  | 8E, 40, 40B, 40E, 53, 58, 87, 87A, 88, 88A, 101B, 101E, 108E, 141, 150, 150B, 153, 154, 172, 173, 187, 188, 188E, 250, 250B, 251, 251A, 251E, 272 764 S10 G10 S12 S30 Z30 S34 S35 S36 S40 G40 Z40 S42 Z42 G43 G44 IC, EC, EN, sebesvonat, gyorsvonat, expresszvonat, |
| ∫                                                                                   | ∫                                                                                   | Budapest, Sasadi út (csak leszállás céljából)                                       | 38                                                                                  | 33                                                                                  | ∫                                                                                   | 38                                                                                  | 8E, 40, 40B, 40E, 53, 87, 88, 108E, 139, 140, 140A, 150, 153, 154, 172, 173, 187, 188E, 240, 272 764 1172, 1173, 1174, 1175, 1176, 1177, 1183, 1184, 1185, 1188, 1189, 1190, 1193, 1194, 1201, 1205, 1212, 1215, 1216, 1229, 1251, 1253, 1254, 1257, 1268 |
| Budapest közigazgatási határa                                                       |                                                                                     |                                                                                     |                                                                                     |                                                                                     |                                                                                     |                                                                                     | |
| ∫                                                                                   | ∫                                                                                   | Biatorbágy, Tópark                                                                  | 24                                                                                  | ∫                                                                                   | ∫                                                                                   | ∫                                                                                   | 764 |
| 21                                                                                  | 21                                                                                  | Biatorbágy, Meggyfa utca                                                            | 19                                                                                  | 19                                                                                  | 19                                                                                  | 24                                                                                  | 760, 761, 767, 778 |
| 23                                                                                  | 23                                                                                  | Biatorbágy, Vasút utca                                                              | 17                                                                                  | 17                                                                                  | 17                                                                                  | 22                                                                                  | 760, 767, 778, 782 |
| 24                                                                                  | 24                                                                                  | Biatorbágy, Kolozsvári utca                                                         | 16                                                                                  | 16                                                                                  | 16                                                                                  | 21                                                                                  | 760, 761, 762, 767, 782 |
| 26                                                                                  | 26                                                                                  | Biatorbágy, Orvosi rendelő                                                          | 14                                                                                  | 14                                                                                  | 14                                                                                  | 19                                                                                  | 760, 761, 762, 767, 782 |
| 27                                                                                  | 27                                                                                  | Biatorbágy, Szentháromság tér                                                       | 13                                                                                  | 13                                                                                  | 13                                                                                  | 18                                                                                  | 760, 762, 767, 782 |
| 28                                                                                  | 28                                                                                  | Biatorbágy, Kálvin tér                                                              | 12                                                                                  | 12                                                                                  | 12                                                                                  | 17                                                                                  | 760, 762, 767, 782 |
| 35                                                                                  | 35                                                                                  | Etyek, Kossuth Lajos utca 65.                                                       | 4                                                                                   | 4                                                                                   | 4                                                                                   | 9                                                                                   | 760, 767, 782 |
| 36                                                                                  | 36                                                                                  | Etyek, Községháza                                                                   | 3                                                                                   | 3                                                                                   | 3                                                                                   | 8                                                                                   | 760, 767, 782, 8106, 8117 |
| 37                                                                                  | 37                                                                                  | Etyek, Palatinus utca                                                               | 1                                                                                   | 1                                                                                   | 1                                                                                   | 6                                                                                   | 760, 767, 782, 8106, 8117 |
| 38                                                                                  | 38                                                                                  | Etyek, autóbusz-forduló végállomás                                                  | 0                                                                                   | 0                                                                                   | 0                                                                                   | 5                                                                                   | 760, 767, 782 |
| ∫                                                                                   | 41                                                                                  | Etyek, Boti út                                                                      | ∫                                                                                   | ∫                                                                                   | ∫                                                                                   | 3                                                                                   | 760, 767 |
| ∫                                                                                   | 42                                                                                  | Etyek, Boti úti kiskertek                                                           | ∫                                                                                   | ∫                                                                                   | ∫                                                                                   | 2                                                                                   | 760, 767 |
| ∫                                                                                   | 44                                                                                  | Etyek, Botpuszta végállomás                                                         | ∫                                                                                   | ∫                                                                                   | ∫                                                                                   | 0                                                                                   | 760, 767 |